# Orta Garvand
Orta Garvand est un village de la région d'Agdam en Azerbaïdjan.

## Économie
La principale occupation de la population est l'élevage, céréaliculture et l'agriculture.